# Empty Hands
Empty Hands is een Amerikaanse dramafilm uit 1924 onder regie van Victor Fleming. Destijds werd de film in Nederland uitgebracht onder de titel Moderne meisjes.

## Verhaal
Robert Endicott is geschokt door het kokette gedrag van zijn dochter Claire op een feestje en hij neemt haar daarom mee op reis naar het noordwesten van Canada. Tijdens het vissen komt Claire terecht in een stroomversnelling. Een vriend van haar vader doet een poging om haar te redden, maar ze komen samen vast te zitten in een ontoegankelijk waterbekken. Terwijl ze op hulp wachten, worden ze verliefd op elkaar.

## Rolverdeling
| Acteur            | Personage        |
| ----------------- | ---------------- |
| Jack Holt         | Grimshaw         |
| Norma Shearer     | Claire Endicott  |
| Charles Clary     | Robert Endicott  |
| Hazel Keener      | Mevrouw Endicott |
| Gertrude Olmstead | Typsy            |
| Ramsey Wallace    | Montie           |
| Ward Crane        | Milt Bisnet      |
| Charles Stevens   | Indiaanse gids   |
| Hank Mann         | Waterman         |
| Charles Green     | Butler           |